# Barrage de la paix
Le barrage de la paix est un barrage construit dans la vallée du Bukhangang entre 1987 et 2005 dans le Gangwon en Corée du Sud tout près de la zone démilitarisée. Il a été mis en place parallèlement à l'érection du barrage d'Imnam à 35 km en amont, en Corée du Nord. L'objectif poursuivi était de pouvoir bloquer une vague de crue catastrophique, qu'elle soit intentionnelle ou accidentelle car elle s'étendrait jusque dans la région de Séoul, la capitale. Dans sa configuration actuelle, il ne forme pas de lac de retenue mais sa fonction est exclusivement préventive. 
Sa construction a été initiée par le président Chun Doo-hwan en 1986 qui a annoncé que le Nord préparait une « attaque à l'eau » en édifiant le barrage d'Imnam et a déclaré que celui-ci pourrait retenir 20 km³ d'eau. Cette vision est relayée par les chaines de télévision. La construction commence en février 1987 sur la base d'un budget de 63 milliards de won (60 millions de dollars) et avec un financement soutenu par une campagne de levée de fonds auprès du public,.
Elle est stoppée en 1990 car elle est alors considérée comme le résultat d'un stratagème pour aider Chun à surmonter une crise politique. Cette opinion est confirmée en 1993 par un comité d'audit nommé par le président Kim Young-sam montrant que la menace avait été exagérée (par exemple, la capacité du réservoir d'Imnam n'est que de 2,62 km³).
La construction reprend finalement en 2002 sur la base de photos prises par satellite montrant que le barrage d'Imnam présentait des signes d'érosion. Le gouvernement décide alors d'investir 188 milliards de won pour porter la capacité du barrage de 590 Mm³ à 2630 Mm³. Il est terminé en septembre 2005 pour un cout total de 429 millions de dollars.
Un premier incident s'est produit le 19 septembre 2010 lorsque le barrage d'Imnam ouvre les vannes sans avertissement laissant passer le débit de la rivière de moins de 500 m³/s à 890 m³/s en l'espace de 3 heures.